# Atletica leggera ai Giochi della XI Olimpiade - Lancio del disco maschile

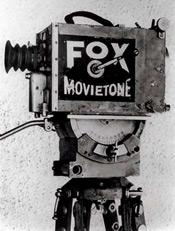
Video della gara (durata: 3'20")

La competizione del lancio del disco maschile di atletica leggera ai Giochi della XI Olimpiade si è disputata il giorno 5 agosto 1936 allo Stadio Olimpico di Berlino.

## L'eccellenza mondiale
| Campione olimpico 1932  | 49,49        | John Anderson    | Rit. 1934 |
| Campione europeo 1934   | 50,38        | Harald Andersson | Presente  |
| Primatista mondiale     | 53,10 (1935) | Wilhelm Schröder | Presente  |
| Primatista stagionale   | 52,40        | Wilhelm Schröder | Presente  |
| Vincitore selezioni USA | 48,04        | Gordon Dunn      | Presente  |

1. ↑  Stabilito il 17 maggio.

## Risultati

### Turno eliminatorio
Qualificazione44,00 m
Harald Andersson (Svezia, personale di 53,02 m) e Wilhelm Schröder (Germania, primatista mondiale con 53,10) dominano la scena mondiale dal 1935. Lo svedese giunge all'appuntamento olimpico da infortunato e non riesce a raggiungere i 44 metri validi per la qualificazione.

Nessuna misura viene ufficializzata.
| Non ottengono la misura richiesta | Non ottengono la misura richiesta |
| Atleta                            | Nazione                           |
| --------------------------------- | --------------------------------- |
| Emil Janausch                     | Austria                           |
| Guo Jie                           | Repubblica di Cina                |
| Ling Peigeng                      | Repubblica di Cina                |
| Kalevi Kotkas                     | Finlandia                         |
| Paul Winter                       | Francia                           |
| Bernard Prendergast               | Gran Bretagna                     |
| Laurence Reavell-Carter           | Gran Bretagna                     |
| Gerhard Hilbrecht                 | Germania                          |
| Endre Madarász                    | Ungheria                          |
| Ruggero Biancani                  | Italia                            |
| Oskar Ospelt                      | Liechtenstein                     |
| Jean Wagner                       | Lussemburgo                       |
| Petre Havaleţ                     | Romania                           |
| Harald Andersson                  | Svezia                            |
| Miroslav Vítek                    | Cecoslovacchia                    |
| Valér Barač                       | Cecoslovacchia                    |
| Nikola Kleut                      | Jugoslavia                        |
| Veljko Narančić                   | Jugoslavia                        |

### Finale
Al primo lancio l'americano Dunn scaglia l'attrezzo a 49,36 metri. Giorgio Oberweger gli risponde con 49,23. Nei successivi lanci però non si migliorano. L'altro americano Carpenter alla quinta prova sorprende tutti con un lancio ben oltre i 50 metri ed è medaglia d'oro.

Wilhelm Schröder non è riuscito a far brillare la sua classe. Il tedesco, dopo i primi tre lanci, ha disputato un lancio supplementare di spareggio con lo svedese Bergh per qualificarsi ai lanci di finale. Alla fine si classifica quinto.
| Pos.    | Atleta            | Età | Nazione     | Misura | Lanci di finale | Lanci di finale | Lanci di finale | Lanci di finale | Lanci di finale | Lanci di finale | Lanci di finale |
| Pos.    | Atleta            | Età | Nazione     | Misura | 1°              | 2°              | 3°              | Spar.           | 4°              | 5°              | 6°              |
| ------- | ----------------- | --- | ----------- | ------ | --------------- | --------------- | --------------- | --------------- | --------------- | --------------- | --------------- |
| Oro     | Ken Carpenter     | 23  | Stati Uniti | 50,48  | n               | 44,53           | 48,98           |                 | n               | 50,48           | 47,48           |
| Argento | Gordon Dunn       | 24  | Stati Uniti | 49,36  | n               | 49,36           | 48,04           |                 | 47,21           | 47,77           | n               |
| Bronzo  | Giorgio Oberweger | 22  | Italia      | 49,23  | 46,67           | 46,65           | 49,23           |                 | 47,28           | n               | n               |
| 4       | Reidar Sørlie     | 27  | Norvegia    | 48,77  | 47,01           | 48,77           | 46,79           |                 | 47,66           | 48,65           | 47,87           |
| 5       | Wilhelm Schröder  | 24  | Germania    | 47,93  | 44,79           | 47,22           | 45,01           | 47,64           | 47,39           | 47,81           | 47,93           |
| 6       | Nikolaos Syllas   | 21  | Grecia      | 47,75  | 47,75           | 44,58           | 47,07           |                 | 45,34           | 47,59           | 47,67           |
| 7       | Gunnar Bergh      | 27  | Svezia      | 47,22  | 44,19           | 47,13           | 47,22           | 46,19           |                 |                 |                 |
| 8       | Åke Hedvall       | 26  | Svezia      | 46,20  | 46,2            | 46,15           | 45,83           |                 |                 |                 |                 |
| 9       | Johann Wotapek    | 27  | Austria     | 46,05  | 45,65           | 44,34           | 46,05           |                 |                 |                 |                 |
| 10      | Helge Sivertsen   | 23  | Norvegia    | 45,89  | n               | 45,82           | 45,89           |                 |                 |                 |                 |
| 11      | Hans Fritsch      | 24  | Germania    | 45,10  | 38,91           | 45,1            | 43,61           |                 |                 |                 |                 |
| 12      | Jules Noël        | 33  | Francia     | 44,56  | 44,56           | n               | 43,70           |                 |                 |                 |                 |
| 13      | Walter Wood       | 22  | Stati Uniti | 43,83  | 43,83           | n               | 43,32           |                 |                 |                 |                 |